# Tarján Imre (biofizikus)
| Tarján Imre. Bencze Gyula. Nekrológ. Természet Világa, 2000. március | Tarján Imre. Bencze Gyula. Nekrológ. Természet Világa, 2000. március |
| Kattints az alábbi külső linkek egyikére!                            | Kattints az alábbi külső linkek egyikére!                            |
| -------------------------------------------------------------------- | -------------------------------------------------------------------- |
| Nem található szabad kép.(?)                                         |                                                                      |
| külső link · jogvédett                                               | Tarján Imre                                                          |

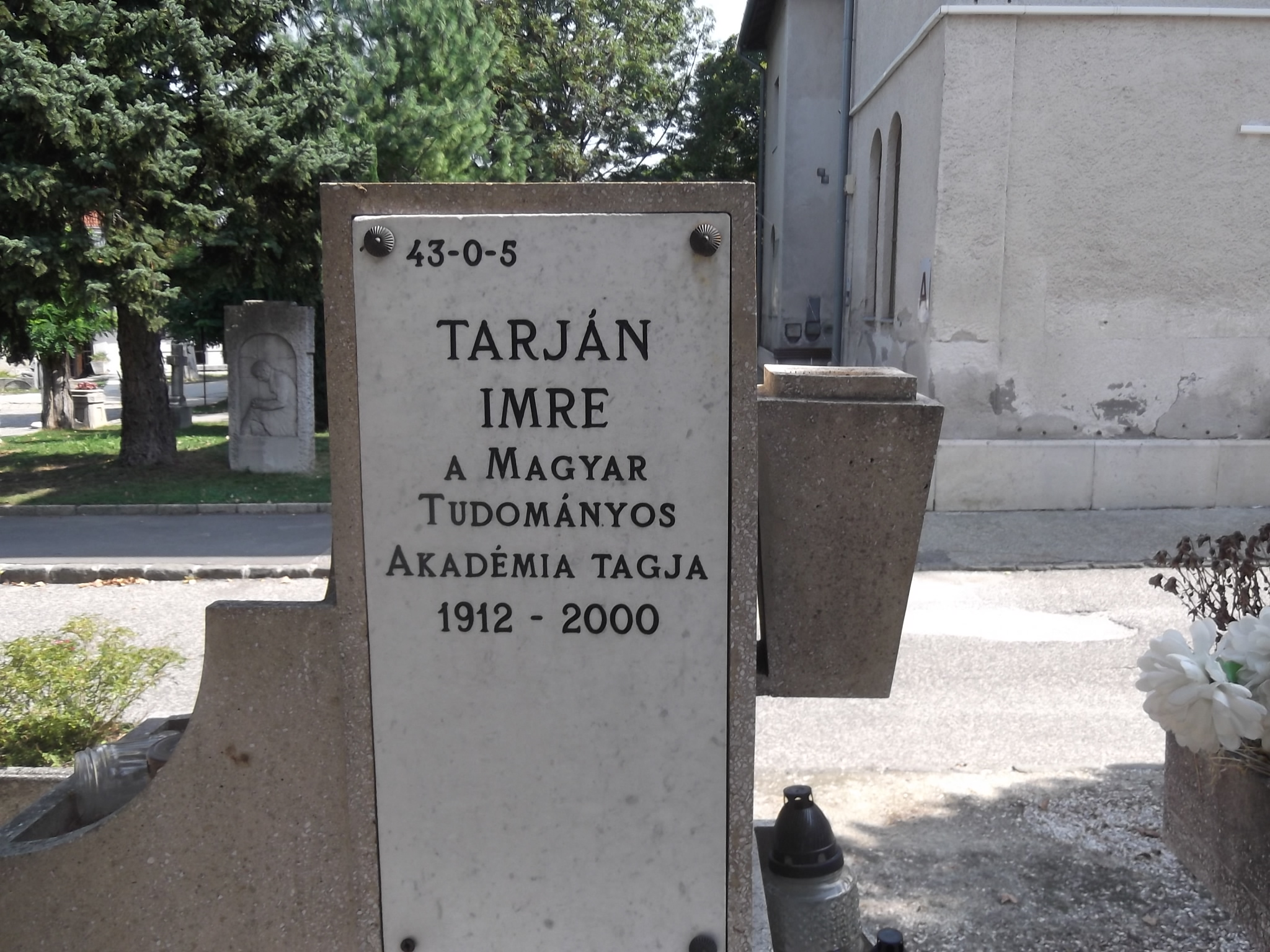
Sírja a Farkasréti temetőben (43-U-5.)

Tarján Imre (Richter) (Szabadka, 1912. július 26. – 2000. január 19.) magyar biofizikus, egyetemi tanár.

## Életpályája
Tarján (Richter) József Aladár (1884–1961) állami tanító és Tomasics Erzsébet Anna fiaként született. 1935-ben a budapesti Pázmány Péter Tudományegyetemen – az Eötvös József Collegium tagjaként – matematika–fizika szakos tanári oklevelet szerzett. 1939-ben fizikából doktorált a debreceni Tisza István Tudományegyetemen. 1935 és 1950 között több helyen munkálkodott különböző beosztásokban, gimnáziumi és egyetemi tanárként egyaránt. 1950-ben nevezték ki az Orvosi Fizikai Intézet vezetőjévé. A Semmelweis Orvostudományi Egyetem orvoskarának dékánja, tudományos rektorhelyettese, majd 1976–1990 között a Magyar Tudományos Akadémia Matematikai és Fizikai Tudományok Osztálya elnökeként munkálkodott. 1982-ben vonult nyugdíjba, de egészen haláláig naponta bejárt intézetébe, és továbbra is tevékenykedett a tudományos közéletben.
Fizika orvosok és biológusok számára címmel tankönyvet írt, ez 1964-ben jelent meg.

## Díjai, elismerései
- Kiváló Dolgozó (1953)
- Munka Érdemrend (1960)
- Kossuth-díj (1961)
- Munka Érdemrend arany fokozata (1964)
- Kiváló Feltaláló (1970)
- Szocialista Magyarországért érdemrend (1982)
- a Magyar Népköztársaság Állami Díja (1985)
- A Magyar Érdemrend középkeresztje (1993)
- Akadémiai Aranyérem (1998)